# فتيات هارفي (فلم)
فتيات هارفي (بالإنجليزية: The Harvey Girls) هو فيلم تم إنتاجه في الولايات المتحدة وصدر في سنة 1946.

## بطولة
- جودي غارلند

### ترشيحات وجوائز
| السنة | الحدث  | الفئة      | النتيجة  |
| ----- | ------ | ---------- | -------- |
|       | أوسكار | أفضل أغنية | فـــــوز |

## الميزانية والإيرادات
بلغت تكلفة إنتاج الفيلم حوالي 2.5 مليون دولار (est.) بينما حقق أرباحا تقدر بـ 4,350,000 (/ Canada rentals) دولار.

## وصلات خارجية
- مقالات تستعمل روابط فنية بلا صلة مع ويكي بيانات